# 984 Gretia
Gretia (asteroide 984) é um asteroide da cintura principal com um diâmetro de 31,91 quilómetros, a 2,2572064 UA. Possui uma excentricidade de 0,1951739 e um período orbital de 1 715,54 dias (4,7 anos).
Gretia tem uma velocidade orbital média de 17,78517478 km/s e uma inclinação de 9,08541º.
Esse asteroide foi descoberto em 27 de Agosto de 1922 por Karl Reinmuth.